# 1048
سنة 1048 كانت سنة كبيسة تبدأ يوم الجمعة (الرابط يظهر نموذج التقويم الكامل للسنة) من التقويم اليولياني.

## أحداث
- تأسيس مدينة أوسلو وتقع حاليا في النرويج.
- التغريبة الهلالية

## مواليد
- 15 مايو - عمر الخيام.

## وفيات
- أبو الريحان البيروني